# ستوناوا
ستوناوا (به لاتین: Stonava) یک منطقهٔ مسکونی در جمهوری چک است که در ناحیه کاروینا واقع شده‌است. ستوناوا ۱۳٫۸۷ کیلومتر مربع مساحت و ۱٬۸۲۸ نفر جمعیت دارد و ۱۹۳ متر بالاتر از سطح دریا واقع شده‌است.

## نگارخانه

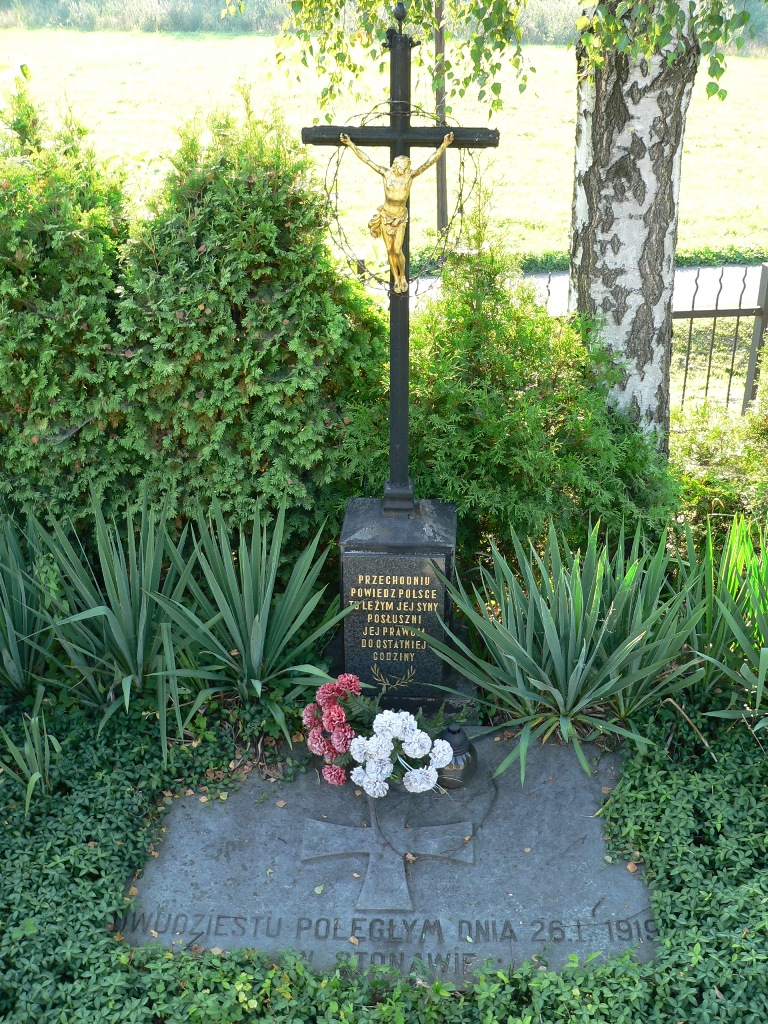
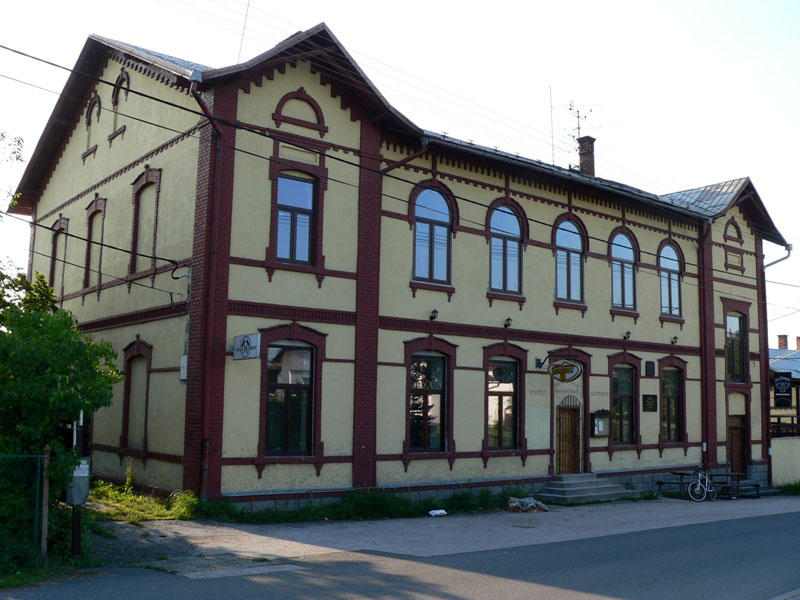
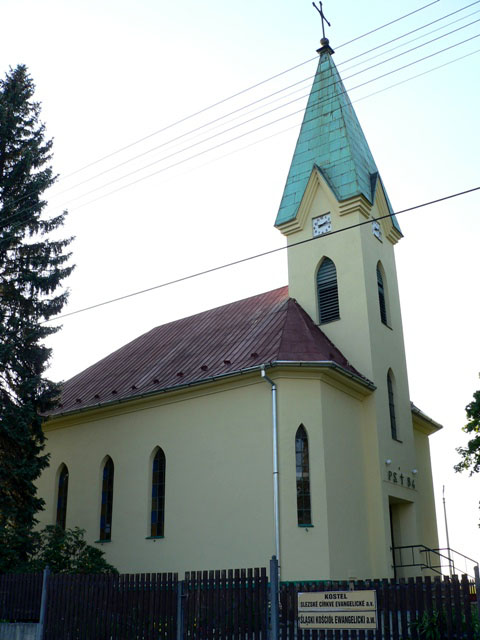
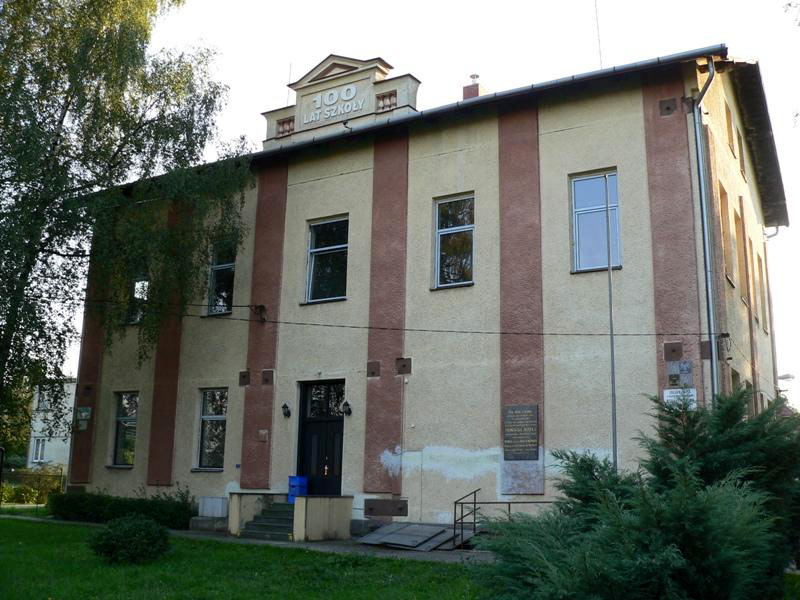